# プシュパ・ラール・シュレシュタ
プシュパ・ラール・シュレシュタ（Pushpa Lal Shrestha, 1924年 - 1978年7月22日）はネパールの政治家。ネパール共産党創設者。少数民族・ネワール族出身。

## 経歴
- 1949年4月29日、ネパール共産党を創設、総書記に就任。ラナ宰相家の独裁と闘う。
- 1951年、ラナ体制打倒に大きな役割を果たす。
- 1952年1月24日、政府より弾圧を受ける。
- 1954年、第一回党大会、総書記を辞任。後任はマン・モハン・アディカリ.
- 1962年、ネパール共産党がラヤマジ派（親国王的、親ソ的）と、より急進的なアマーティヤ派に分裂すると、アマーティヤ派に所属。
- 1968年、中ソ対立の影響を受け、さらにアマーティヤ派から分裂。中国よりのネパール共産党プシュパラール派を結成。毛沢東思想の影響を受ける。
- 1978年に死去するまで党を指導。

後にネパール共産党毛沢東主義派、ネパール共産党統一毛沢東主義派議長となり一時首相を務めたプラチャンダ（本名、プシュパ・カマル・ダハル）に影響を与えた。
妻のサハーナ・プラダンは夫の死後プシュパラール派を率い、紆余曲折を経て現在ネパール共産党統一マルクス・レーニン主義派に属し、一時外相を務め親日外交を展開した。